# Khánh Hải, Yên Khánh
Khánh Hải là một xã cũ thuộc huyện Yên Khánh cũ, tỉnh Ninh Bình, Việt Nam.

## Địa lý
Xã Khánh Hải cách trung tâm thành phố Ninh Bình 12 km, có vị trí địa lý:
- Phía đông giáp các xã Khánh Tiên, Khánh Lợi
- Phía nam giáp thị trấn Yên Ninh
- Phía tây giáp xã Khánh Vân, Yên Khánh
- Phía bắc giáp sông Đáy.

Xã Khánh Hải có diện tích 8,55 km², dân số là 7.883 người, mật độ dân số đạt 922 người/km².
Đây là một xã có đường quốc lộ 10 nối thành phố Ninh Bình với thị trấn Phát Diệm đi qua. Đây là địa phương có dự án Đường cao tốc Ninh Bình - Hải Phòng - Quảng Ninh đi qua.

## Hành chính
Xã Khánh Hải được chia thành 3 thôn: Đông Mai, Nhuận Hải, Vân Bòng.

## Lịch sử
Ngày 27 tháng 4 năm 1977, Hội đồng chính phủ ban hành Quyết định 125-CP về việc sáp nhập xã Khánh Hải thuộc huyện Yên Khánh mới giải thể vào huyện Yên Mô thành lập huyện Tam Điệp.
Ngày 4 tháng 7 năm 1994, Chính phủ ban hành Nghị định số 59-CP về việc chuyển xã Khánh Hải thuộc huyện Tam Điệp về huyện Yên Khánh mới tái lập quản lý.
Ngày 2 tháng 11 năm 1996, Chính phủ ban hành Nghị định 69-CP về việc thành lập thị trấn Yên Ninh trên cơ sở điều chỉnh 3,63 ha diện tích tự nhiên của xã Khánh Hải.
Sau khi điều chỉnh địa giới hành chính, xã Khánh Hải còn lại 807,39 ha diện tích tự nhiên và 7.063 nhân khẩu.

## Kinh tế

### Khu công nghiệp Khánh Cư
Khu công nghiệp Khánh Cư Lưu trữ ngày 27 tháng 12 năm 2013 tại Wayback Machine (thuộc các xã Khánh Cư, Khánh Hải, huyện Yên Khánh). Tổng diện tích 170 ha, tập trung phát triển công nghiệp chế tạo và sản xuất thiết bị, phụ tùng vận tải, gồm các ngành nghề chủ yếu: cơ khí chế tạo, lắp máy; sản xuất vật xây dựng; cơ khí đóng tàu và dịch vụ cảng. Khu công nghiệp này đã được Quy hoạch, thu hồi đất, bồi thường GPMB và xây dựng một phần hạ tầng. Rất thuận lợi về giao thông, điện, nước, thông tin viễn thông, lao động cần việc làm.

## Danh nhân
Khánh Hải là quê hương của Trạng Bồng Vũ Duy Thanh, người đỗ đầu kỳ thi tiến sĩ dưới thời Tự Đức. Tại đây còn di tích quốc gia đền thờ và lăng mộ danh nân này.